# William Morris Davis
William Morris Davis, född 12 februari 1850 i Philadelphia, död 5 februari 1934 i Pasadena, Kalifornien, var en amerikansk geolog, geograf och meteorolog.
Davis studerade naturvetenskap vid Lawrence Scientific School, Harvard College, i Cambridge, Massachusetts, och var 1870-73 assistent vid argentinska nationalobservatoriet i Córdoba. År 1876 blev han lärare vid Harvard University, företog 1877-78 en resa jorden runt och var 1890-1912 professor i geologi vid nämnda läroanstalt. År 1903 deltog han i den av Carnegie Institute utsända expeditionen till Turkestan under ledning av Raphael Pumpelly. Han verkade även som "utbytesprofessor" i Europa, dels i Berlin (1908- 09), dels i Paris (1911-12), samt ledde stora exkursioner av fackmän på geografins område.
Åren 1908-09 företog han med 15 europeiska och amerikanska forskare en rundresa genom Frankrike och Italien för att få sin metod prövad och underkastad allsidig diskussion, och 1912 ledde han den stora exkursion tvärs över Nordamerikas fastland, som American Geographical Society anordnade för 42 europeiska geografer. Han besökte även Sydafrika (1905) och Australien (1914) liksom Stilla havet (för studium av korallrev). 
Under sina resor i olika världsdelar hade han fått en betydande kännedom om jordskorpans ytformer, och för att förklara deras bildning framställde han de olika ytformerna som resultat av de krafter, som utbildat dem, och benämnde en fullföljd utveckling av landskapet en geomorfologisk cykel. Av landskapets olika långt framskridna utveckling och de agentier, som varit verksamma (det vill säga de cykler, som landskapet genomgått), deducerade han fram landskapets hela tillblivelsehistoria, vilket gav en ganska enkel förklaring av landskapet. Hans teori vann många anhängare, men blev även kritiserad, dels för att en dylik deduktiv metod lämnar för stor plats åt schematiska konstruktioner, dels, och kanske främst, att den "fluviala erosionscykeln", som väl är den viktigaste, i nutiden inte har några fullgoda representanter och att man inte bland jordytans slättland kan finna något nybildat "fullmoget" peneplan. Numera anses Davis modell vara alltför grovt förenklad för att ha något praktiskt värde.
Bland Davis arbeten märks Whirlwinds, Cyclones, Tornados (1884), Elementary Meteorology (1896) och Physical Geography (1899) samt en mängd vetenskapliga artiklar i lärda sällskaps förhandlingar och i tidskrifter. Hans läroböcker (Physical Geography 1898, Principles of Physiography, med flera) kom till användning över hela världen. Han blev ledamot av svenska Vetenskapsakademien 1906, tilldelades Vegamedaljen av Svenska sällskapet för antropologi och geografi 1920 och Penrosemedaljen 1931.